# Nikolai Iwanowitsch Chabibulin
Nikolai Iwanowitsch Chabibulin (russisch Николай Иванович Хабибулин; englische Transkription: Nikolai Ivanovich Khabibulin; * 13. Januar 1973 in Swerdlowsk, Russische SFSR) ist ein ehemaliger russischer Eishockeytorwart. Chabibulin absolvierte über 800 Spiele für die Winnipeg Jets, Phoenix Coyotes, Tampa Bay Lightning, Chicago Blackhawks und Edmonton Oilers in der National Hockey League und gewann dabei im Jahr 2004 mit den Tampa Bay Lightning den Stanley Cup. 1992 wurde er mit der Eishockeynationalmannschaft der GUS Olympiasieger und ließ dieser Gold- eine Bronzemedaille mit der russischen Nationalmannschaft bei den Olympischen Winterspielen 2002 folgen.

## Karriere

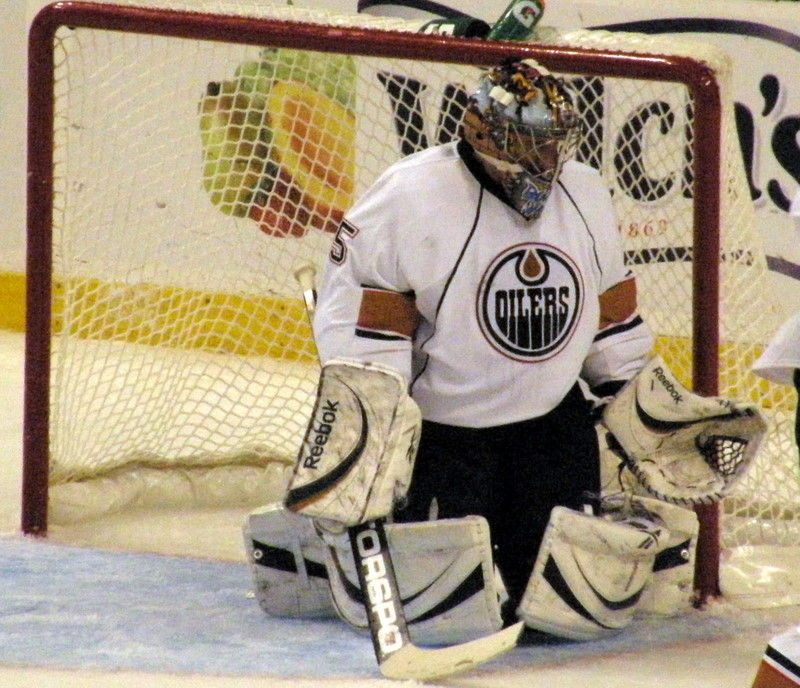
Nikolai Chabibulin im Tor der Edmonton Oilers

Chabibulin wurde beim NHL Entry Draft 1992 in der neunten Runde an insgesamt 204. Position von den Winnipeg Jets ausgewählt. Zuvor spielte er beim russischen Club HK ZSKA Moskau. 1996 bis 1999 stand er für Phoenix Coyotes im Tor. Nach Vertragsstreitigkeiten mit seinem Verein spielte er in der Saison 1999/2000 gezwungenermaßen für den IHL-Verein Long Beach Ice Dogs. In dieser Saison wurde er mit der James Gatschene Memorial Trophy als bester Spieler der Liga ausgezeichnet. Nachdem die Verhandlungen um eine Vertragsverlängerung mit den Phoenix Coyotes gescheitert waren, wurde Chabibulin am 5. März 2001 in einem Tauschgeschäft zu den Tampa Bay Lightning abgegeben. Mit diesem Team gewann er als erster russischer Tormann überhaupt in der Saison 2003/04 den Stanley Cup. Er erreichte dabei den niedrigsten Gegentorschnitt in der Geschichte der Lightning und konnte fünf Shutouts in den Playoffs verbuchen.
Den Lockout der Saison 2004/2005 verbrachte er bei dem russischen Verein Ak Bars Kasan, mit denen er auch die Play-offs erreichen konnte. Dort teilte er sich die Torhüterposition mit Fred Brathwaite. Er überzeugte durch einen geringen Gegentorschnitt von 1,65. Als Free Agent kehrte Chabibulin 2005/06 in die NHL zurück, um bei den Chicago Blackhawks die Position als Schlussmann zu übernehmen. In dieser Spielzeit konnte Chabibulin sein 500. NHL-Spiel absolvieren. Er musste jedoch einige Spiele dieser Saison nach Leisten- und Knieverletzungen als Zuschauer erleben. In der Saison 2006/07 war er die Nummer eins vor seinem Ersatzmann Patrick Lalime. Nachdem sein Vertrag bei den Blackhawks nicht verlängert worden war, unterzeichnete er am 1. Juli 2009 als Free Agent bei den Edmonton Oilers. In der Saison 2011/12 gelang ihm sein 300. Sieg in der NHL.
Im Juli 2013 unterzeichnete er einen Einjahresvertrag im Gesamtwert von zwei Millionen US-Dollar bei den Chicago Blackhawks. Dieser Vertrag wurde nicht verlängert, sodass Chabibulin ab Juli 2014 als Free Agent auf der Suche nach einem neuen Arbeitgeber war. Am 13. November 2015 erklärte Chabibulin seinen Rücktritt.

### International
Neben seiner Vereinskarriere gewann er mit dem Eishockeynationalmannschaft der GUS bei den Olympischen Winterspielen 1992 Gold sowie mit dem russischen Team bei den Olympischen Winterspielen 2002 Bronze.

## Erfolge und Auszeichnungen

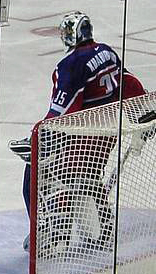
Chabibulin im russischen Nationaltrikot bei Olympia 2002

| - 1998 Teilnahme am NHL All-Star Game - 1999 Teilnahme am NHL All-Star Game - 2000 James Gatschene Memorial Trophy (gemeinsam mit Frédéric Chabot) - 2002 Teilnahme am NHL All-Star Game | - 2003 Teilnahme am NHL All-Star Game - 2003 NHL-Spieler des Monats März - 2003 NHL-Defensivspieler des Monats Oktober - 2004 Stanley-Cup-Gewinn mit den Tampa Bay Lightning |

### International
- 1992 Goldmedaille bei der U20-Junioren-Weltmeisterschaft
- 1992 Goldmedaille bei den Olympischen Winterspielen
- 2002 Bronzemedaille bei den Olympischen Winterspielen

## Karrierestatistik

### International
| Vertrat die Gemeinschaft Unabhängiger Staaten bei: - Junioren-Weltmeisterschaft 1992 Vertrat Vereintes Team bei: - Olympischen Winterspielen 1992 | Vertrat Russland bei: - Junioren-Weltmeisterschaft 1993 - World Cup of Hockey 1996 - Olympischen Winterspielen 2002 - Olympischen Winterspielen 2006 |

(Legende zur Torhüterstatistik: GP oder Sp = Spiele insgesamt; W oder S = Siege; L oder N = Niederlagen; T oder U oder OT = Unentschieden oder Overtime- bzw. Shootout-Niederlage; Min. = Minuten; SOG oder SaT = Schüsse aufs Tor; GA oder GT = Gegentore; SO = Shutouts; GAA oder GTS = Gegentorschnitt; Sv% oder SVS% = Fangquote; EN = Empty Net Goal; 1 Play-downs/Relegation; Kursiv: Statistik nicht vollständig)

## Sonstiges
Auf seiner Torhütermaske trug Chabibulin die Worte „Bulin Wall“ (sein Spitzname in Anlehnung an die Berliner Mauer) und die Abbildung einer Mauer.